# Calycomyza steviae
Calycomyza steviae är en tvåvingeart som beskrevs av Spencer 1973. Calycomyza steviae ingår i släktet Calycomyza och familjen minerarflugor.
Artens utbredningsområde är Venezuela. Inga underarter finns listade i Catalogue of Life.